# Vladimir Vasilj
Vladimir Vasilj (Hannover, Njemačka, 6. srpnja 1975.) hrvatski bivši nogometni reprezentativac.
Bio je igrač Hrvatskog dragovoljca, NK Dinama, NK Zagreba, NK Varteksa, Konyaspora i NK Široki Brijeg. Mladost Dubint je bio njegov prvi klub u profesionalnoj karijeri. U Hrvatskom dragovoljcu je bio tri sezone prvi vratar. U proljeće 1998. g. je izabran među 22 igrača koji su išli u Francusku na svjetsko prvenstvo. Vladimir je bio treći vratar i nije odigrao ni minute. Hrvatska je završila na trećem mjestu. Prvi nastup za reprezentaciju je upisao protiv Slovačke u prijateljskoj utakmici 29. svibnja 1998. godine. U ljeto 1998. prešao je u zagrebački Dinamo gdje je upisao samo 5 nastupa. 2001. g prelazi u redove gradskog rivala Zagreba. Vladimir je kao prvi vratar s njima iznenađujuće osvojio prvenstvo Hrvatske 2002. godine.
Drugi nastup za reprezentaciju upisao je 2002. u prijateljskoj utakmici protiv Mađarske. Bio je dio reprezentacije na svjetskom prvenstvu, ali opet nio upisao nijedan nastup. Godine 2004. Stipe Pletikosa se ozlijedio i umjesto njega je pozvan Vladimir opet kao treći vratar na europskom prvenstvu u Portugalu.
Na klupskoj razini, Vasilj je napustio Zagreb i prešao u Varteks 2003. godine i proveo jednu sezonu u klubu kao njihov prvi vratar. Proveo je jednu sezonu u klubu kao njihov prvi izbor vratara. Branio je u 28 prvenstvenih utakmica te u dvije utakmice u prvom krugu kupa UEFA, iz kojeg ih je izbacio mađarski klub Debreceni VSC. Vratio se u Dinamo na ljeto 2004. i proveo jednu sezonu u klubu kao njihov prvi vratar. Branio je u 20 prvenstvenih utakmica, a također se pojavio u šest utakmica Kupa UEFA te sezone. Iz Dinama je otišao ljeta 2005. te se pridružio turskom klubu Konyasporu, gdje je proveo prvi dio sezone 2005./06. kao drugi vratar. Početkom 2006. NK Široki Brijeg ga je doveo u svoje redove. Potpisao je 18-mjesečni ugovor koji je trajao do lipnja 2007. godine. Umirovio se srpnja 2009. godine.
- Za Hrvatsku je odigrao 2 utakmice.[1]
- Osvojio je brončanu medalju u Francuskoj 1998.
- Dobitnik je Državne nagrade za šport "Franjo Bučar", 1998. godine.